# Le Petit Prince orphelin
Le Petit Prince orphelin (昆虫物語 みなしごハッチ, Konchū Monogatari: Minashigo Hatchi) est une série télévisée d'animation japonaise en 91 épisodes de 22 minutes produite par Tatsunoko Production et diffusée du 7 avril 1970 au 8 septembre 1971 sur Fuji Television. Elle raconte les aventures d'une jeune abeille appelée Hutchi (Hatchi en VO).
Au Québec, elle a été diffusée à partir du 19 septembre 1976 à Radio-Québec, rediffusée sur certaines stations du réseau Pathonic durant les années 80, à partir du 15 septembre 1986 sur TVJQ et à partir du 5 septembre 1989 sur Canal Famille. En France, elle a été diffusée à partir du 12 avril 1979 sur TF1.
La série a fait l'objet d'un remake au Japon en 1989 (diffusée en France en 1990 sous le titre Hacou), mais avec des histoires plus légères. Une version remaniée a été produite par Saban Entertainment en 1997 et diffusée en France sous le titre de Micky l'abeille.
Une suite en 26 épisodes, inédite en français, a également été produite au Japon en 1974 : 昆虫物語 新みなしごハッチ (Konchū Monogatari: Shin Minashigo Hatchi).

## Synopsis
Hutchi, le fils de la reine des abeilles, est séparé de sa mère lorsque sa ruche est détruite par une attaque de guêpes. La série suit le jeune héros dans ses recherches pour retrouver sa mère, au sein d'une nature hostile et cruelle.

## Fiche technique
- Titre original : 昆虫物語 みなしごハッチ (Konchū Monogatari: Minashigo Hatchi?)
- Titres français : Le Petit Prince orphelin (1re version) ; Micky l'abeille (2e version)
- Création : Tatsuo Yoshida
- Réalisation : Ippei Kuri
- Scénario : Jinzo Toriumi, Osamu Jinno, Motoyoshi Maesato, Takao Koyama, Saburô Taki
- Conception des personnages : Eiji Tanaka
- Direction artistique : Mitsuki Nakamura
- Décors : Tadashi Igarashi
- Animation : Takashi Saijô, Juji Mizumura, Masami Suda
- Photographie : Kôtarô Yokoyama
- Musique : Nobuyoshi Koshibe, Kanae Nigita (1re version) ; Shuki Levy, Haïm Saban (2e version)
  - Générique français interprété par Naïké Fauveau (2e version)
- Production : Tatsuo Yoshida
- Société de production : Tatsunoko Production
- Société de distribution : Fuji Television
- Pays :  Japon
- Langue d'origine : japonais
- Format : Couleur - 35 mm - 1,33:1 - son mono
- Genre : animation
- Dates de première diffusion : 
  - 1re version : Japon : 7 avril 1970 ; France : 12 avril 1979 (TF1)
  - 2e version : France : 1997

## liste des épisodes
- 01. L'attaque des guêpes
- 02. Pétunia
- 03. L'académie militaire
- 04. L'imposteur
- 05. Le jardin de Harry
- 06. Le Duc des bois
- 07. La révolte des vers à soie
- 08. La maman araignée
- 09. Le vent de la révolte
- 10. Le cirque
- 11. Le royaume des papillons
- 12. Le bracelet doré
- 13. Une sauterelle et un violon
- 14. Vive le printemps
- 15. Micky et les hannetons
- 16. Un enfant gâté
- 17. Les illusions d'un prince
- 18. La ronde des araignées
- 19. L'éducation de Chip
- 20. Le prix de la beauté
- 21. Les risques d'une inondation
- 22. Ville basse, ville haute
- 23. La traversée des papillons
- 24. Albert le grincheux
- 25. Maudites termites
- 26. Une période de sécheresse
- 27. De bons amis
- 28. Rendez-vous manqué
- 29. Une gentille guêpe
- 30. Une navigation périlleuse
- 31. Un roi autoritaire
- 32. L'amour d'une mère
- 33. Un fils capricieux
- 34. Des individus sans scrupules
- 35. Une copine charmante
- 36. Mère nature
- 37. Le sosie
- 38. Un refuge inhospitalier
- 39. Le petit prince
- 40. Le hanneton sème la terreur
- 41. Royaume acquis à la force du poignet
- 42. Un musicien solitaire
- 43. Faites le bien
- 44. Un ange gardien
- 45. Une mère naïve
- 46. Retour à la raison
- 47. L'affection d'une mère adoptive
- 48. De jolies fleurs
- 49. Micky montre l'exemple
- 50. Vive la liberté
- 51. Dan Dan
- 52. L'amour impossible
- 53. Cas de conscience
- 54. Un sage parmi les fourmis
- 55. La course
- 56. Dure épreuve que de chanter
- 57. Le volcan
- 58. Un déménagement mouvementé
- 59. L'éducation princière
- 60. Les chasseurs d'abeilles
- 61. De jolies fleurs
- 62. Une bande de traîtres
- 63. La révolte
- 64. Une reine en danger
- 65. Les retrouvailles

## Distribution

### Voix françaises
- Linette Lemercier : Hutchi (1re version)
- Naïké Fauveau : Micky (2e version)